# A.N.T. Farm (альбом)
A.N.T. Farm — альбом, саундтрек к сериалу Высший класс канала Disney Channel, выпущен 11 октября 2011 года. В дополнение к песням Чайна Энн Макклейн и актеры Стефани Скотт и Карлон Джеффри, исполнили две песни вместе с Чайной и её сёстрами, Сьерой и Лорин. Сёстры Макклейн собираются записать свой альбом в 2012 году[уточнить]. Альбом включает четыре сингла. Первый сингл «Dynamite» — это кавер-версия песни Тайо Крус. Второй сингл — «Calling All the Monsters», эта песня занимала первую позицию в чартах США и Канады. Третий сингл в альбоме называется «Unstoppable». Саундтрек достиг 29 позиции в США Billboard 200. Он также достиг 2 позиции в чарте US Top Soundtracks и возглавил US Kid Albums. Третий сингл «Beautiful» Чайна Энн исполнила вместе со Стефани Скотт, также четвёртый сингл «Summertime» исполнил Карлон Джеффри.

## Критика
Джеймс Кристофер Монгер из Allmusic сделал обзор: 

Альбом сериала «Высший класс», телевизионной комедии, в которой рассказывает о группе одаренных учащихся средних школ (Advanced Natural Talents), которые учатся среди старшеклассников, эти десять треков особенные, в том числе и песня «Exceptional» с её броской темой. Большинство мелодий, попадают в подростковый поп/рок-жанр. Последние две песни, «Perfect Mistake» и «Electronic Apology», исполнили Чайна и её сестры Сьера и Лорин, у которых есть своя группа «McClain Sisters».

## Позиции в чартах
Альбом достиг 29 позиции в чарте в США Billboard 200. Он также достиг 2 позиции в US Top Soundtracks и возглавил чарт US Kid Albums.

## Список композиций
| №   | Название                                        | Автор(ы)                                                                                     | {{{extra_column}}}       | Длительность |
| --- | ----------------------------------------------- | -------------------------------------------------------------------------------------------- | ------------------------ | ------------ |
| 1.  | «Exceptional» (Чайна Энн Макклейн)              | Toby Gad, Lindy Robbins                                                                      | Lurie, Archontis, Neeman | 2:55         |
| 2.  | «Dynamite» (Чайна Энн Макклайн)                 | Benjamin Levin, Taio Cruz, Max Martin, Bonnie McKee, Lukasz Gottwald                         |                          | 2:41         |
| 3.  | «Calling All the Monsters» (Чайна Энн Макклейн) | Niclas Molinder, C. McClain, Joacim Persson, Johan Alkenas, Charlie Mason                    |                          | 3:26         |
| 4.  | «Unstoppable» (Чайна Энн Макклейн)              | Niclas Molinder, Joacim Persson, Johan Alkenas, Charlie Mason, C. McClain                    |                          | 3:22         |
| 5.  | «Beautiful» (Чайна Энн Макклейн)                | Linda Perry                                                                                  |                          | 3:18         |
| 6.  | «My Crush» (Чайна Энн Макклейн)                 | Kara DioGuardi, Wes Jones, Mathew Sherman, Cory Thomas                                       |                          | 3:24         |
| 7.  | «Pose» (Стефани Скотт & Карлон Джеффри)         | Windy Wagner, Michael Dennis Smith, Spencer Lee                                              |                          | 2:52         |
| 8.  | «Summertime» (Карлон Джеффри)                   | Smith, Hula (Mahone), K. Fingers (Simpkins), Taylor, Mickens, Bell, Brown, Thomas, Westfield |                          | 4:13         |
| 9.  | «Perfect Mistake» (McClain Sisters)             | Sierra A. McClain, Michael J. McClain                                                        |                          | 3:25         |
| 10. | «Electronic Apology» (McClain Sisters)          | Sierra A. McClain, Michael J. McClain                                                        |                          | 3:23         |

## Unstoppable
«Unstoppable» третий сингл из альбома и был исполнен Чайной Энн Макклейн. Это четвёртый трек из альбома написанный Никласом Молиндером, Йоакимом Перссон, Йоханом Алкенас, Чарли Мейсоном и самой Чайной. Длина песни составила три минуты и двадцать две секунды.
В своем втором интервью на Radio Disney, Чайна признает, что это была оригинальная песня, которая была написана ей, она нервничала, когда записывала её. Кроме того, Чайна исполнила эту песню в сериале Высший класс в серии «America Needs TalANT», причем акустически с гитарой в роли Чайны Паркс.

## Клип
Она исполнила песню «Unstoppable» в сериале Высший класс в эпизоде «ManagemANT». 12 февраля 2012 года, Чайна Энн Макклейн исполнила песню в комедийном сериале «Как попало!», официальный клип был выпущен 19 февраля 2012 года, также было введено в лирико-музыкальное видео, где Чайна исполнила песню.

## Живые выступления
Она исполнила песню «Unstoppable» в сериале Высший класс, также исполнила её на парад в честь Дня Благодарения, также она исполнила её в комедийном шоу «Как попало!»

## Участники записи
Данные с сайта Allmusic

| - 1984 — смешение, продюсер - Али Ди — продюсер - Йохан Алкенас — композитор, продюсер - Роберт Белл — композитор - Рональд Белл — композитор - Джордж Браун — композитор - Тайо Крус — композитор - Kara DioGuardi — композитор - Джон Филдс — продюсер - Тоби Гэд — композитор, продюсер - Стив Джердс — арт-директор - Лукаш Готтвайльд — композитор - Уэс Джонс — композитор - Спенсер Ли — композитор - Бенджамин Левин — композитор - Джон Линд — A&R - Ламар Махон — композитор - Дани Маркман — A&R - Макс Мартин — композитор - Чарли Мейсон — композитор - Чайна Энн Макклейн — композитор - Лорин Макклейн — композитор, гитарист - Майкл Макклейн — композитор, продюсер, программист | - Сьерра Макклейн — композитор, гитарист, композитор - Никлас Молиндер — композитор, продюсер - Линда Перри — композитор - Йоаким Перссон — композитор, продюсер - Линди Роббинс — композитор - JD Salbego — дополнительное производство - Мэтью Шерман — композитор - Крейг Симпкинс — композитор - Клайдес Смит — композитор - Майкл Смит — смешивания, продюсер - Майкл Деннис Смит — композитор - Уилл Смит — композитор - Стив Стерлинг — дизайн - Алтон Тейлор — композитор - Луи Теран — мастеринг - Кори Томас — композитор - Денис Томас — композитор - Винди Вагнер — композитор - Ричард Вестфайлд — композитор |

## Чарты
| Чарт (2011)                     | Позиция |
| ------------------------------- | ------- |
| U.S Billboard 200               | 29      |
| U.S Kid Albums (Billboard)      | 1       |
| U.S Top Soundtracks (Billboard) | 2       |